# Johann Seltmann Vohenstrauß

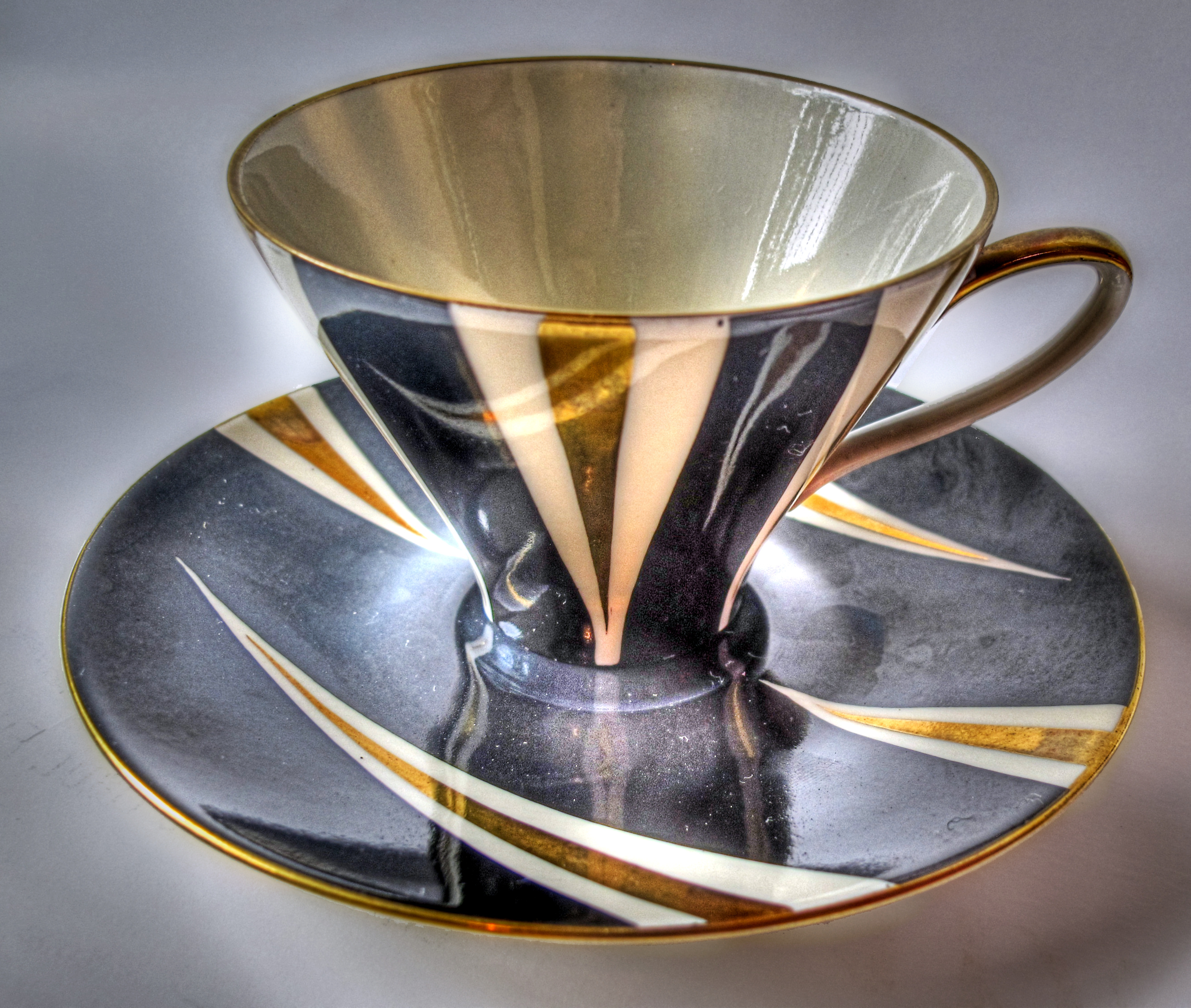
Mokkatasse (um 1955).

Johann Seltmann Vohenstrauß war ein Porzellanhersteller in der Stadt Vohenstrauß.
Das Unternehmen wurde 1901 von Gutsbesitzer Johann Seltmann und seinem jüngeren Bruder Christian Seltmann, der das Porzellan-Handwerk gelernt hatte, gegründet. Wegen Meinungsverschiedenheiten über die Zukunft des Unternehmens – Johann wollte eine Aktiengesellschaft gründen – schied Christian Seltmann 1910 aus und gründete die Firma Seltmann Weiden, die heute noch im Familienbesitz ist. 
Johann Seltmann Vohenstrauß war der bedeutendste Arbeitgeber in der Stadt mit zeitweilig 600 Beschäftigten. Im Jahr 1993 schloss sich Johann Seltmann Vohenstrauß mit den Herstellern Schirnding und Kronester zur SKV Porzellan-Union GmbH (Insolvenz 2013) zusammen. Die Fertigung in Vohenstrauß wurde 1996 eingestellt.

## Bodenmarken

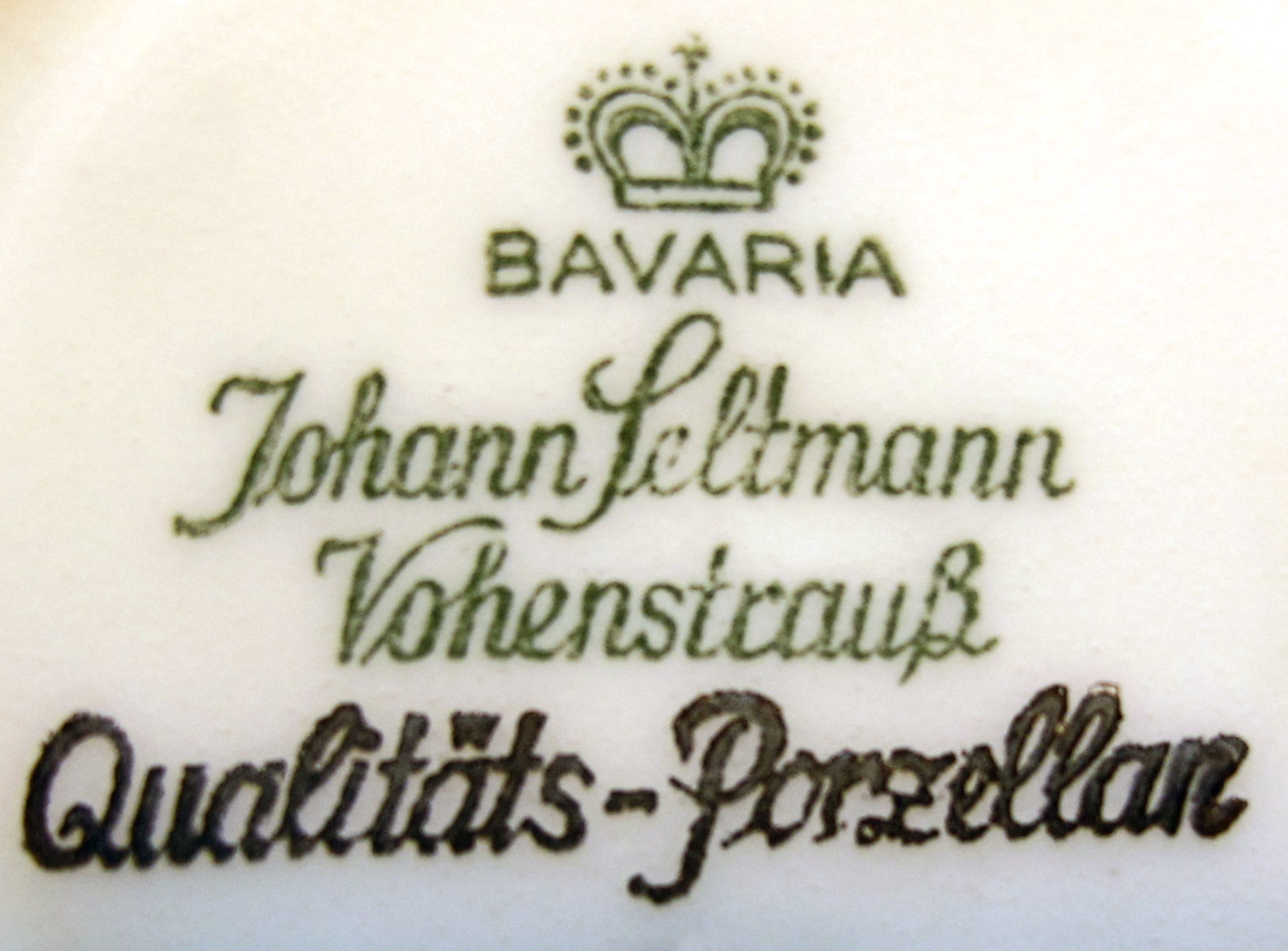
Firmenstempel um 1955.
Stempel um 1990 mit Schloss Friedrichsburg.